# Јутика (Пенсилванија)
Јутика (енгл. Utica) град је у америчкој савезној држави Пенсилванија.

## Демографија
По попису из 2010. године број становника је 189, што је 22 (-10,4%) становника мање него 2000. године.
| Група             | 2000.        | 2010.       |
| Белци             | 211 (100,0%) | 186 (98,4%) |
| Афроамериканци    | 0 (0,0%)     | 0 (0,0%)    |
| Азијати           | 0 (0,0%)     | 0 (0,0%)    |
| Хиспаноамериканци | 0 (0,0%)     | 2 (1,1%)    |
| Укупно            | 211          | 189         |